# Gmina Bileća
Gmina Bileća (serb. Општина Билећа / Opština Bileća) – gmina w Bośni i Hercegowinie, w Republice Serbskiej. W 2013 roku liczyła 10 607 mieszkańców.